# Mikaela (artist)
Mikaela Maria Urbom 12 oktober 1992, är en svensk artist, sångerska, låtskrivare och författare, Känd under artistnamnet Mikaela och tidigare Mikaela Coco.
Hon upptäcktes som 17-åring av producenten Redone och ingick då i popgruppen Love Generation. Efter deltagandet i Melodifestivalen 2011 med bidraget "Dance Alone"  som gick vidare till Andra Chansen , valde Mikaela att lämna Love Generation. 
Hon började sin solokarriär år 2014 och släppte då bland annat singeln "Used To Know" och två år senare också en EP titulerad "Words". Från och med 2017 går hon endast under namnet "MIKAELA" och släppte i april 2017 singeln "Stereotypes". Hon släppte singeln "Lie to me" i augusti 2017.  Hösten 2017 gav Mikaela ut den självbiografiska boken Om jag bara vore lite smalare – om anorexi.

## Diskografi
- "Used To Know" (Singel)
- "Words" (EP)
- "Stereotypes" (Singel)
- "Lie to me" (Singel)